# Forces armées de Malte
Les Forces armées de Malte - Forzi Armati ta' Malta en maltais, Armed Forces of Malta en anglais et AFM en abrégé - est le nom donné à l'ensemble des forces militaires de Malte. Les AFM sont constituées d'une brigade composée d'un quartier général et trois bataillons avec de petites forces aériennes et navales. Le poste de ministre de la défense est actuellement occupé par le ministre de l'Intérieur Michael Farrugia.

## Organisation

### Quartier général
Le quartier général des AFM est le principal centre de commandement des troupes maltaises. Il est divisé en quatre sections principales. Voici les différentes sections du quartier-général ainsi que les cellules plus petites :
- Section opérations et entraînement ;
- Section administration et personnel ;
- Section logistique ;
- Section Politique de défense et de sécurité européenne ;
- Cellule de l'information publique ;
- Cellule de renseignement ;
- Office légal ;
- Section de l'audit et de l'inspection.

### Forces terrestres

Emblème du Regiment

#### 1erRégiment des forces maltaises
Le 1er régiment est l'unité d'infanterie des AFM. Il a la responsabilité de la défense du territoire et il est divisé en trois compagnies de fusiliers, en une compagnie de soutien et en une compagnie du quartier-général :
- Compagnie A : Elle est responsable de la sécurité des aéroports.
- Compagnie B : Elle assure la sécurité de différentes zones du territoire maltais. Elle est amenée à mettre en œuvre des patrouilles et à mettre en place des checkpoints sur les différentes voies de communication pour dresser des contraventions, appréhender les immigrants illégaux et lutter contre le narcotrafic. Elle travaille en collaboration étroite avec la police maltaise pour plusieurs de ses activités. De surcroît, c'est une compagnie de sécurité interne chargée de protéger les bâtiments gouvernementaux  sensibles. Elle est basée à Ħal-Far.
- Compagnie C (opérations spéciales) : C'est la force de réaction rapide des FAM. Elle a pour mission d'intervenir dans les missions à haut-risques que ce soit sur le territoire maltais ou dans le cadre d'une mission de l'Union européenne. Elle sert aussi d'unité d'entraînement pour l'infanterie et est basée à Hal-Far.Emblème du Special Operations Unit vu durant lors du détournement du pétrolier Elhiblu 1 (en) par des migrants en Méditerranée le 28/03/19.

Emblème du Special Operations Unit vu durant lors du détournement du pétrolier Elhiblu 1 par des migrants en Méditerranée le 28/03/19.

- Compagnie de soutien et de défense antiaérienne : elle est l'unité de base de la lutte antiaérienne maltaise et est armée de canons Bofors de 40 mm L70 (actuellement en remplacement) et de ZPU-4 14,5 mm AAMG ainsi que de mortiers de 81 mm, de RPG Type 69 et de Browning .50 HMG pour le soutien terrestre. Sa mission principale est la défense antiaérienne légère de l'aéroport de Luqa et d'autres points vulnérables des îles maltaises. L'entraînement à l'utilisation des canons se déroule régulièrement au camp Pembroke Rangers à Saint-Andrews.
- Compagnie de commandement : elle exerce le commandement et le contrôle sur les autres unités.

#### 3erégiment
Le 3e régiment est l'unité principale de soutien des AFM et est composée de trois sections opérationnelles :
- Section du génie qui fournit un soutien dans les domaines du génie ;
- Compagnie de munitions et d'explosifs : elle est chargée du stockage de tous les types de munitions utilisées par les AFM aussi bien que du stockage des matériels explosifs utilisés par les entrepreneurs civils pour l'exploitation des carrières par exemple. Elle est composée d'une section de déminage chargée de la détection et de l'élimination des bombes et autres engins explosifs. Elle est aussi responsable de l'inspection des bagages et des appareils au sein des aéroports et des postes de sécurité de la Chambre des Représentants.
- La section du génie électrique et mécanique est responsable de la réparation et de la maintenance de tous les véhicules des AFM, des générateurs, des usines et de tous les autres équipements.

#### 4erégiment
Ce régiment est créé le 30 octobre 2006. Il comprend :
- La musique des AFM qui prend part aux engagements officiels et joue durant les parades. En plus de leurs fonctions de musiciens, le personnel de cette section est aussi engagée dans des missions militaires ;
- La compagnie de sécurité fiscale : elle assiste le gouvernement dans la prévention de la contrebande, la lutte contre la corruption et si nécessaire, elle peut enquêter sur des infractions fiscales et monétaires. Cette compagnie est aussi responsable de la sécurité du transport de l'argent liquide des banques commerciales.
- L'école d'entraînement des forces armées maltaises.
- La compagnie d'approvisionnement chargée de l'approvisionnement en nourritures des différentes unités de l'armée.
- La compagnie chargée des systèmes d'information et de communication.
- La compagnie de commandement.

#### Force de réserve volontaire d'urgence
En plus des forces régulières, les AFM sont composées d'une Force de réserve volontaire d'urgence composée de réservistes qui soutiennent les troupes régulières de la compagnie de soutien et de défense aérienne.

## Matériel

### Armement[7]
| Armes à feu | Nom                               | Origine                                       | Type                      | Calibre            | Image |
| ----------- | --------------------------------- | --------------------------------------------- | ------------------------- | ------------------ | ----- |
| Armes à feu | Baretta 92 FS                     | Italie                                        | Pistolet semi-automatique | 9×19 mm Parabellum |       |
| Armes à feu | HK MP5 K                          | Allemagne                                     | Pistolet mitrailleur      | 9×19 mm Parabellum |       |
| Armes à feu | HK MP5 A4                         | Allemagne                                     | Pistolet mitrailleur      | 9×19 mm Parabellum |       |
| Armes à feu | HK MP5 A5                         | Allemagne                                     | Pistolet mitrailleur      | 9×19 mm Parabellum |       |
| Armes à feu | Variantes d'Avtomat Kalachnikova, | Allemagne Roumanie Russie Corée du Nord Chine | Fusil d'assaut            | 7,62 × 39 mm M43   |       |
| Armes à feu | Accuracy International AWM        | Royaume-Uni                                   | Fusil de précision        | .308 Win           |       |
| Armes à feu | Browning M2                       | États-Unis                                    | Mitrailleuse lourde       | 12,7 × 99 mm OTAN  |       |
| Armes à feu | FN MAG GPMG                       | Belgique                                      | Mitrailleuse lourde       | 7,62 × 51 mm OTAN  |       |
| Armes à feu | PK GPMG                           | Russie                                        | Mitrailleuse lourde       | 7,62 × 54 mm R     |       |

### Équipements en véhicules
| Constructeur                 | Origine     | Type                        |
| ---------------------------- | ----------- | --------------------------- |
| Maruti Gypsy                 | Inde        | 4x4                         |
| M151 MUTT                    | États-Unis  | 4x4                         |
| Land Rover Wolf (en)         | Royaume-Uni | 4x4                         |
| Land Rover Defender          | Royaume-Uni | 4x4                         |
| Land Rover Series            | Royaume-Uni | 4x4                         |
| Range Rover                  | Royaume-Uni | 4x4                         |
| Mitsubishi Triton            | Japon       | Pickup truck                |
| Iveco VTLM Lince             | Italie      | Véhicule blindé léger       |
| Iveco VM 90                  | Italie      | Véhicule polyfonctionnel    |
| Iveco ACM 80/90              | Italie      | Véhicule blindé léger       |
| Humber Pig (en)              | Royaume-Uni | Transport de troupes blindé |
| Yamaha Motorcycles (en)      | Japon       | Moto                        |
| Moto Guzzi 1000 Convert (en) | Italie      | Moto                        |
| Renault 25                   | France      | Véhicule d'état-major       |
| Jeep Wagoneer                | États-Unis  | Véhicule utilitaire         |
| Fiat TM 69                   | Italie      | 6x6 polyfonctionnel         |
| Bedford TK (en)              | Royaume-Uni | Camion                      |
| Bedford TM (en)              | Royaume-Uni | Camion                      |
| Bedford RL                   | Royaume-Uni | Camion                      |
| Fiat CM-52 (it)              | Italie      | Camion                      |
| Ford Cargo                   | États-Unis  | Camion                      |
| M35 2½ ton cargo truck (en)  | États-Unis  | Camion                      |
| Fiat Ducato                  | Italie      | Van                         |

### Force aérienne

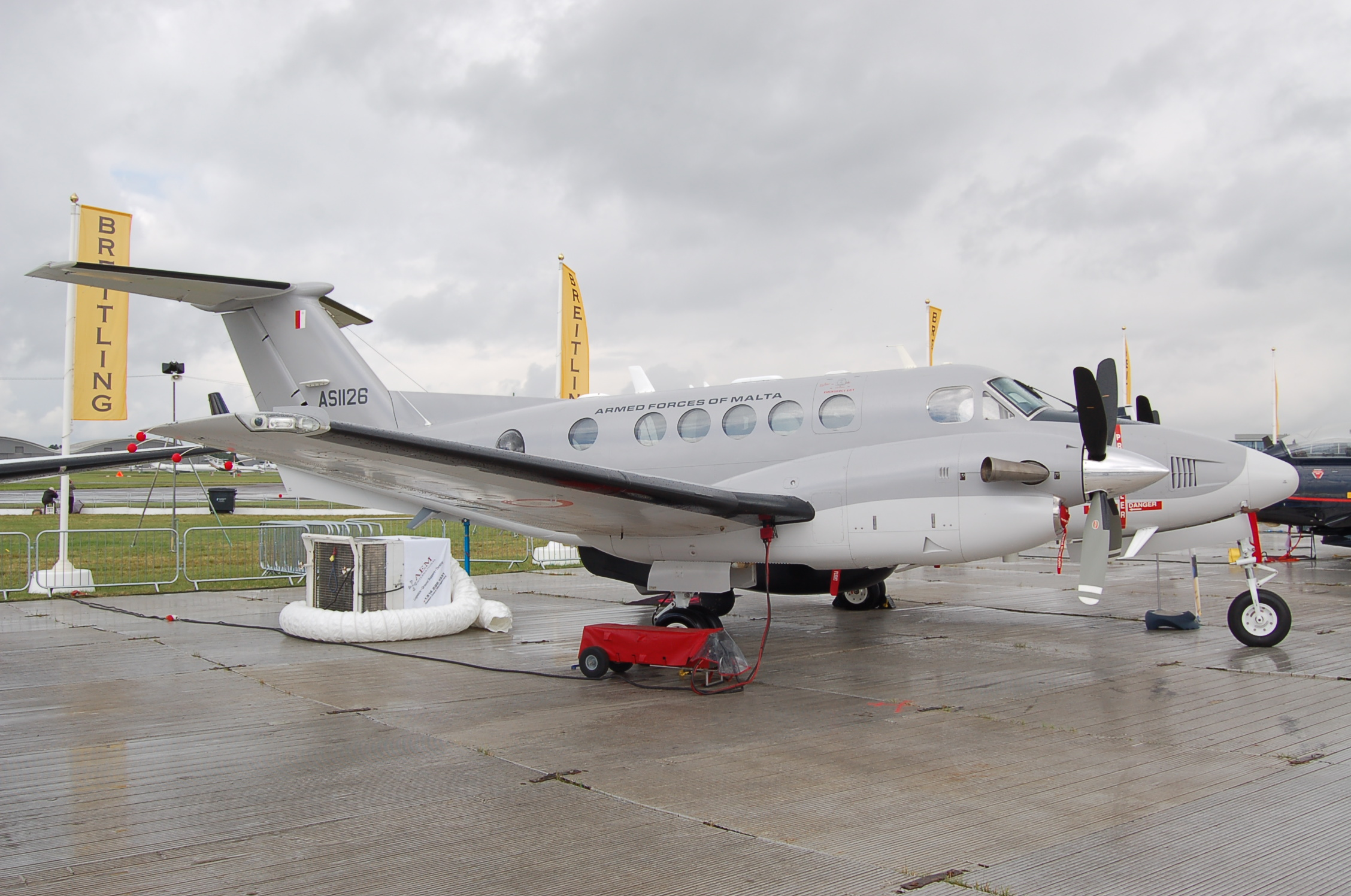
Beech King Air 200

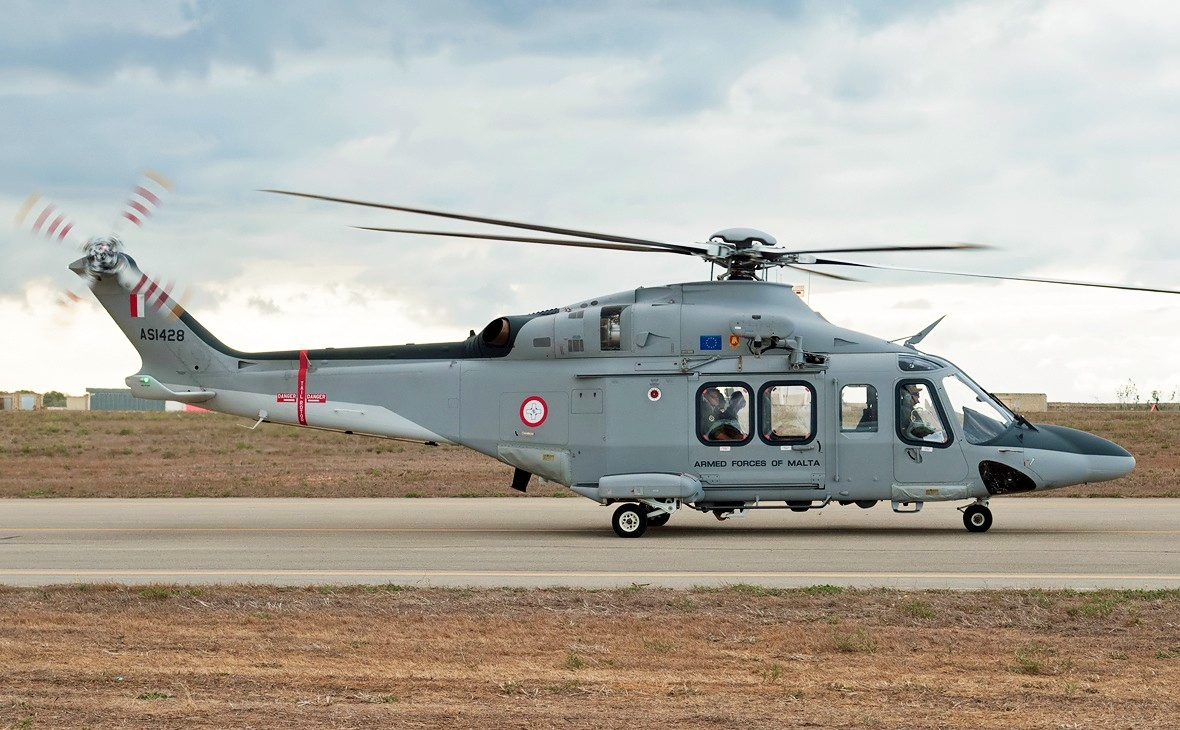
AgustaWestland AW139

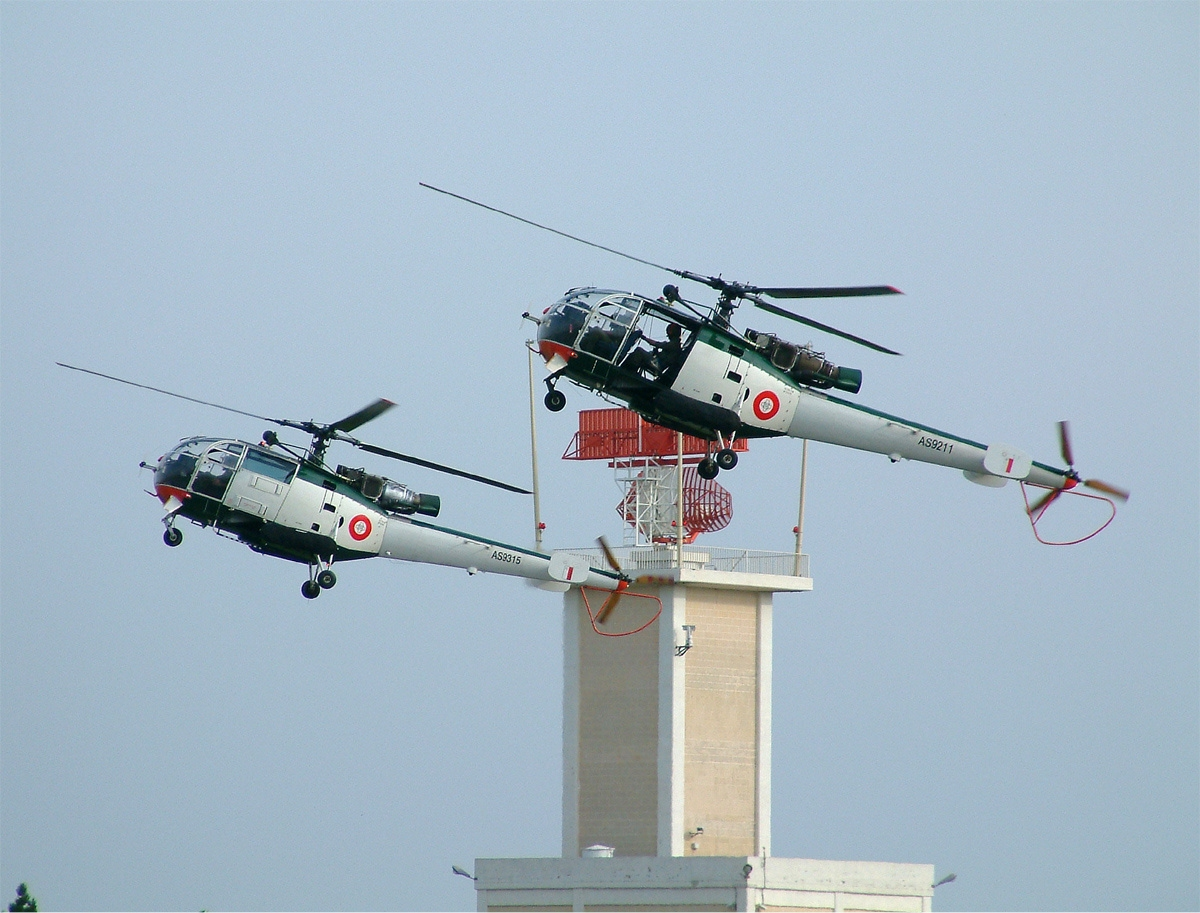
Aérospatiale SA 316B Alouette III

Les appareils en service en 2016 sont les suivants :
| Aéronefs                          | Origine                      | Type                                                            | En service                   | Notes                                                                          |                              |                              |
| Avion de patrouille maritime      | Avion de patrouille maritime | Avion de patrouille maritime                                    | Avion de patrouille maritime | Avion de patrouille maritime                                                   | Avion de patrouille maritime | Avion de patrouille maritime |
| --------------------------------- | ---------------------------- | --------------------------------------------------------------- | ---------------------------- | ------------------------------------------------------------------------------ | ---------------------------- | ---------------------------- |
| Britten-Norman BN-2 Defender      | Royaume-Uni                  | avion de reconnaissance côtière et de recherches-sauvetages     | 2                            |                                                                                |                              |                              |
| Beechcraft Super King Air 200     | États-Unis                   | avion de reconnaissance maritime et de surveillance             | 2                            |                                                                                |                              |                              |
| Casa C-212MP                      | Espagne                      | avion de patrouille maritime et de recherches-sauvetages en mer | 1                            |                                                                                |                              |                              |
| Avion d'entraînement              |                              |                                                                 |                              |                                                                                |                              |                              |
| Scottish Aviation Bulldog T Mk1   | Royaume-Uni                  | Avion d'entraînement                                            | 3                            | Anciens appareils de la Royal Air Force                                        |                              |                              |
| Hélicoptère                       |                              |                                                                 |                              |                                                                                |                              |                              |
| Aérospatiale SA 316B Alouette III | France                       | Hélicoptère utilitaire léger                                    | 3                            | Anciens appareils de la force aérienne libyenne.                               |                              |                              |
| Agusta-Westland AW.139A           | Italie                       | Hélicoptère utilitaire                                          | 3                            | Livrés entre 2014 et 2016. Peut aponter sur le patrouilleur P71 lancé en 2021. |                              |                              |

### Flottille maritime
Cette unité a de nombreuses missions (garde-côte, douane, police maritime, protection de la pêche et missions de recherche et de sauvetage). Voici les différents matériels de la force maritime maltaise en 2010 :
| En service | Classe                                                 | Numéro de coque       | Constructeur/Pays d'origine                    | Année d'entrée en service | Notes                                                                     |
| ---------- | ------------------------------------------------------ | --------------------- | ---------------------------------------------- | ------------------------- | ------------------------------------------------------------------------- |
| 1          | Patrouilleur Classe Diciotti modifiée                  | (P 61)                | Fincantieri S.p.a. at Muggiano Shipyard Italie | 2005                      | Ces navires sont dérivés de vaisseaux de la Garde côtière italienne       |
| 2          | Protector Class Coastal Patrol Boat (en)               | (P 51, P 52)          | Bollinger Shipyards Incorporated, États-Unis   | 2002                      |                                                                           |
| 1          | Patrouilleurs Bremse Class Inshore (Bremse Type KB123) | (P 32)                | Allemagne                                      | 1992                      | Construits pour l'ancienne marine de l'Allemagne de l'Est                 |
| 2          | Swift Class Inshore Patrol Boat (en)                   | (P 23, P 24)          | Sewart Seacraft Limited États-Unis             | 1971                      | Anciens navires de l'US Coast Guard construits en 1967                    |
| 2          | (CP800 Vittoria Melita Class Search and Rescue Launch  | (Melita I, Melita II) | Cantiere Navale Vittoria, Adria Italie         | 1998                      |                                                                           |
| 1          | Bateau semi-rigide pour l'interception rapide          | (P 01)                | FB Design Srl Italie                           | 2006                      | Acquis en 2003                                                            |
| 4          | Patrouilleurs P21 Class Inshore                        | P 21, P22, P23, P24   | Austal, Perth Australie                        | 2010                      | Les quatre navires (P21, P22, P23 et P24) ont été livrés en février 2010. |

La Commission européenne a approuvé un fond de 110 millions d'euros destinés aux AFM. Le gouvernement maltais a ainsi pu acheter quatre nouveaux patrouilleurs pour rénover et renforcer sa flottille maritime.
Le P71 mis à l'eau en mars 2021 sera le patrouilleur le plus grand de la flotte.

## Déploiements internationaux
Depuis que Malte est entré dans l'Union Européenne, l'AFM a été plus engagé dans des missions de maintien de la paix. L'AFM a participé à sept opérations à l'étranger.
- ONU
  - FINUL  2007 (Liban)
- Union européenne
  - EUMM Géorgie depuis 2008 (Georgie)
  - EUNAVFOR Atalante depuis 2008 (Golfe d'Aden)
  - EUBAM Rafah depuis 2009 (frontière Gaza–Égypte )
  - EUTM Somalia depuis 2010 (Somalie)
  - EUFOR Libya 2011 (Libye)
  - EUNAVFOR Med Opération Sophia depuis 2015 (Mer Méditerranée)

## Sources
- (en) Site des forces armées maltaises